# Jestetten
Jestetten es un municipio alemán en el distrito de Waldshut, Baden-Wurtemberg, a seis km de Schaffhausen, Suiza.

## Puntos de interés
- Iglesia de San Benito, mencionada por vez primera en un documento del año 875, reconstruida en 1961[3]
- Vieja casa parroquial, una de las casas con fachadas entramadas más antiguas de la región,[3] construida en el siglo XIV, remodelada en 1471 y 1681,[4] quemada por un incendio el 6 de enero de 2013[5]
- Palacio superior de Jestetten, construida en el siglo XII o XIII, ampliada en el siglo XV o XVI[6]
- Vieja escuela, construida en 1544,[7] reformada en 2007-2009[8]
- Molino superior (Obermühle), construido en 1684[9]
- Casa de Einsiedeln (Einsiedlerhaus), casa histórica[10] llamada así, porque de 1787 a 1824 fue propiedad del monasterio de Einsiedeln en Suiza[11]
- Salmen, palacio barroco construido en 1786[12]
- Tablero de escudos sobre la entrada del Salmen[13]
- Colecturía construida en 1827[14]
- Estación de Jestetten, construida en 1896 para el trayecto de ferrocarril suizo de Eglisau, Suiza, a Neuhausen, Suiza[15]

## Altenburg del Alto Rin
Altenburg es un barrio de Jestetten.
Puntos de interés
- Muralla celta[17]
- Península Schwaben, donde había un oppidum celta
- Puente romano (Römerbrücke) a sobre el arroyo Volkenbach, construido en 1696[18]
- Iglesia de Santiago, construida en 1711[19]
- Casa parroquial, construida en 1802[20]
- Puente de Rheinau sobre el Rin, puente cubierto de madera, 80 m de largo, construido en 1804, conectando con Rheinau en Suiza[21]
- Casa Roja, construida en 1925[22]